# Victorio García
Pour les articles homonymes, voir García.
Victorio Vicente García, né le 20 octobre 1926 à Madrid, est un coureur cycliste espagnol, professionnel de 1949 à 1955. Il a remporté une étape du Tour d'Espagne en 1950 et a participé au Tour de France en 1953.

## Palmarès
- 1950
  - 20e étape du Tour d'Espagne
  - Tour de Salamanque
  - 2e du GP Pascuas
- 1951
  - 3e du championnat d'Espagne sur route

## Résultats sur les grands tours

### Tour d'Espagne
2 participations
- 1950 : 15e, vainqueur de la 20e étape
- 1955 : 35e

### Tour de France
1 participation
- 1953 : abandon (4e étape)